# Superaglomerado Perseus-Pisces

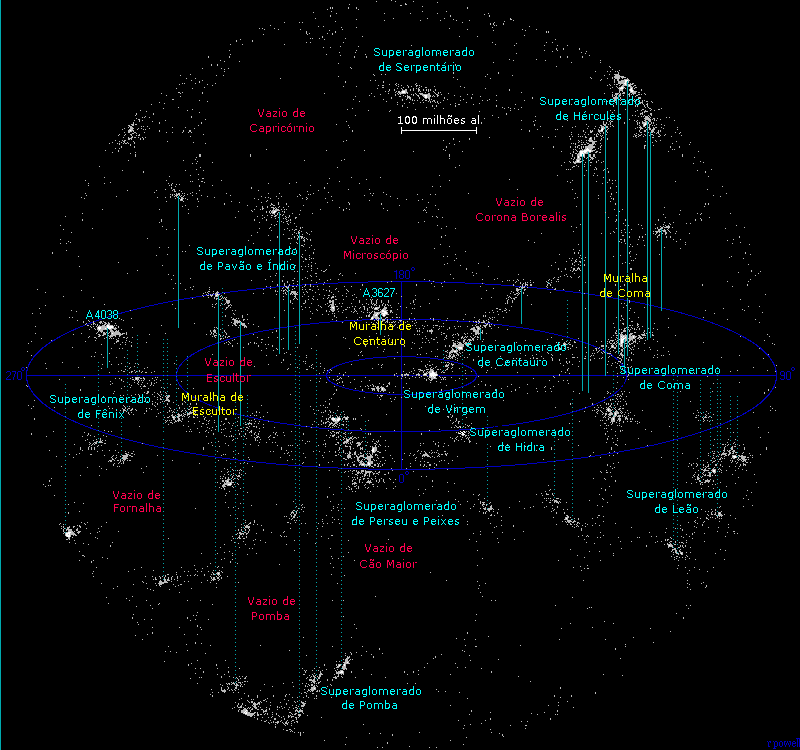
O superaglomerado Perseus-Pisces, num contexto maior, abrangendo outros superaglomerados situados a 250 milhões de anos-luz da Terra.

O superaglomerado Perseus-Pisces (SCl 40) é um superaglomerado próximo distante a 70 Mpc da Terra e é uma das maiores estruturas conhecidas do universo. Os principais aglomerados são Abell 262, Abell 347 e Abell 426.